# Свошовиці (Казімерський повіт)
Свошовиці (пол. Swoszowice) — село в Польщі, у гміні Чарноцин Казімерського повіту Свентокшиського воєводства.
Населення — 133 особи (2011).
У 1975-1998 роках село належало до Келецького воєводства.

## Демографія
Демографічна структура на день 31 березня 2011 року:
|          | Загалом | Допрацездатний вік | Працездатний вік | Постпрацездатний вік |
| -------- | ------- | ------------------ | ---------------- | -------------------- |
| Чоловіки | 63      | 18                 | 40               | 5                    |
| Жінки    | 70      | 10                 | 34               | 26                   |
| Разом    | 133     | 28                 | 74               | 31                   |